# Tiro nos Jogos Olímpicos de Verão de 2016 - Carabina de ar 10 m masculino
A prova da carabina de ar a 10 m masculino do tiro nos Jogos Olímpicos de Verão de 2016 decorreu a 8 de agosto no Centro Olímpico de Tiro.

## Formato da competição
Foram disputadas duas rondas. Na qualificação cada atleta disparou 40 tiros com uma carabina de ar a 10 metros do alvo, em pé. Os pontos aumentaram num fator de um a cada tiro, até um máximo de 10 pontos.
Os oito melhores apuraram-se para a final, onde dispararam mais 20 tiros, pontuados num incremento de 0.1 até uma pontuação máxima de 10.9.

## Medalhistas
O ouro foi para o italiano Niccolò Campriani, enquanto o ucraniano Serhiy Kulish ganhou a prata e Vladimir Maslennikov (Rússia) ficou com o bronze.
| Ouro   | ITA Niccolò Campriani    |
| Prata  | UKR Serhiy Kulish        |
| Bronze | RUS Vladimir Maslennikov |

## Recordes
Antes do evento, estes eram os recordes olímpicos e mundiais:
| Qualificação     | Qualificação                                   | Qualificação                                   | Qualificação                                   | Qualificação                                   | Qualificação                                   |
| Tipo             | Atirador                                       | Pontos                                         | Local                                          | Data                                           |                                                |
| ---------------- | ---------------------------------------------- | ---------------------------------------------- | ---------------------------------------------- | ---------------------------------------------- | ---------------------------------------------- |
| Recorde mundial  | Péter Sidi                                     | 633.5                                          | Munique                                        | 25 de maio de 2013                             |                                                |
| Recorde olímpico | As regras mudaram desde as últimas Olimpíadas. | As regras mudaram desde as últimas Olimpíadas. | As regras mudaram desde as últimas Olimpíadas. | As regras mudaram desde as últimas Olimpíadas. | As regras mudaram desde as últimas Olimpíadas. |

| Final            | Final                                          | Final                                          | Final                                          | Final                                          | Final |
| Tipo             | Atirador                                       | Pontos                                         | Local                                          | Data                                           |       |
| ---------------- | ---------------------------------------------- | ---------------------------------------------- | ---------------------------------------------- | ---------------------------------------------- | ----- |
| Recorde mundial  | Qian Xuechao                                   | 210.6                                          | Munique                                        | 21 de maio de 2016                             |       |
| Recorde olímpico | As regras mudaram desde as últimas Olimpíadas. | As regras mudaram desde as últimas Olimpíadas. | As regras mudaram desde as últimas Olimpíadas. | As regras mudaram desde as últimas Olimpíadas. |       |

Os seguintes recordes foram estabelecidos durante a competição:
| Data        | Fase         | Atirador          | País   | Pontos | Recorde          |
| ----------- | ------------ | ----------------- | ------ | ------ | ---------------- |
| 8 de agosto | Qualificação | Niccolò Campriani | Itália | 630.2  | Recorde olímpico |
| 8 de agosto | Final        | Niccolò Campriani | Itália | 206.1  | Recorde olímpico |

## Resultados

### Qualificação
Estes foram os resultados da fase inicial:
| Pos. | Atirador             | País                | 1     | 2     | 3     | 4     | 5     | 6     | Total | Inner 10s | Notas |
| ---- | -------------------- | ------------------- | ----- | ----- | ----- | ----- | ----- | ----- | ----- | --------- | ----- |
| 1    | Niccolò Campriani    | ITA Itália          | 104.1 | 105.2 | 104.5 | 105.4 | 105.8 | 105.2 | 630.2 |           | Q,    |
| 2    | Vladimir Maslennikov | RUS Rússia          | 105.3 | 103.7 | 105.4 | 105.2 | 103.9 | 105.5 | 629.0 |           | Q     |
| 3    | Petar Gorša          | CRO Croácia         | 104.7 | 105.0 | 104.8 | 104.7 | 104.7 | 104.1 | 628.0 |           | Q     |
| 4    | Serhiy Kulish        | UKR Ucrânia         | 103.4 | 104.7 | 103.5 | 106.4 | 104.0 | 105.0 | 627.0 |           | Q     |
| 5    | Oleh Tsarkov         | UKR Ucrânia         | 102.9 | 105.5 | 103.9 | 105.1 | 104.0 | 104.8 | 626.2 |           | Q     |
| 6    | Péter Sidi           | HUN Hungria         | 103.8 | 104.5 | 104.5 | 105.4 | 102.1 | 105.6 | 625.9 |           | Q     |
| 7    | Abhinav Bindra       | IND Índia           | 104.3 | 104.4 | 105.9 | 103.8 | 102.1 | 105.2 | 625.7 |           | Q     |
| 8    | Illia Charheika      | BLR Bielorrússia    | 105.2 | 104.5 | 104.9 | 103.2 | 103.1 | 104.6 | 625.5 |           | Q     |
| 9    | Cao Yifei            | CHN China           | 104.1 | 104.4 | 104.7 | 104.3 | 104.4 | 103.6 | 625.5 |           |       |
| 10   | Are Hansen           | NOR Noruega         | 101.5 | 104.5 | 103.8 | 103.9 | 105.1 | 105.6 | 624.4 |           |       |
| 11   | Kim Hyeon-jun        | KOR Coreia do Sul   | 103.1 | 104.0 | 104.9 | 106.0 | 104.4 | 102.0 | 624.4 |           |       |
| 12   | Milutin Stefanović   | SRB Sérvia          | 104.1 | 104.8 | 103.2 | 103.7 | 104.0 | 104.5 | 624.3 |           |       |
| 13   | István Péni          | HUN Hungria         | 104.5 | 104.5 | 103.1 | 106.0 | 102.0 | 103.9 | 624.0 |           |       |
| 14   | Sergey Richter       | ISR Israel          | 103.8 | 102.4 | 105.1 | 103.7 | 104.7 | 104.1 | 623.8 |           |       |
| 15   | Alexander Schmirl    | AUT Áustria         | 104.5 | 104.9 | 104.1 | 104.1 | 103.8 | 102.3 | 623.7 |           |       |
| 16   | Sergey Kamenskiy     | RUS Rússia          | 103.7 | 104.2 | 104.5 | 104.0 | 104.4 | 102.4 | 623.2 |           |       |
| 17   | Vitali Bubnovich     | BLR Bielorrússia    | 101.9 | 104.2 | 102.6 | 103.9 | 106.1 | 104.2 | 622.9 |           |       |
| 18   | Julian Justus        | GER Alemanha        | 103.1 | 104.5 | 103.8 | 103.3 | 103.4 | 104.7 | 622.8 |           |       |
| 19   | Alin Moldoveanu      | ROU Romênia         | 102.3 | 103.3 | 104.6 | 104.1 | 105.0 | 103.4 | 622.7 |           |       |
| 20   | Naoya Okada          | JPN Japão           | 104.7 | 105.2 | 100.7 | 104.0 | 103.8 | 104.2 | 622.6 |           |       |
| 21   | Lucas Kozeniesky     | USA Estados Unidos  | 104.1 | 103.9 | 103.3 | 104.1 | 103.3 | 103.6 | 622.3 |           |       |
| 22   | Pouria Norouzian     | IRI Irã             | 102.8 | 103.5 | 104.1 | 103.6 | 103.9 | 104.3 | 622.2 |           |       |
| 23   | Gagan Narang         | IND Índia           | 105.3 | 104.5 | 102.1 | 103.4 | 101.6 | 104.8 | 621.7 |           |       |
| 24   | Hrachik Babayan      | ARM Armênia         | 103.7 | 102.1 | 104.0 | 105.5 | 104.3 | 101.9 | 621.5 |           |       |
| 25   | Abdullah Hel Baki    | BAN Bangladesh      | 103.8 | 104.0 | 105.4 | 103.6 | 100.6 | 103.8 | 621.2 |           |       |
| 26   | Valérian Sauveplane  | FRA França          | 102.6 | 104.2 | 104.2 | 102.4 | 103.6 | 104.1 | 621.1 |           |       |
| 27   | Jorge Díaz           | ESP Espanha         | 103.3 | 102.4 | 103.2 | 104.3 | 104.3 | 103.4 | 620.9 |           |       |
| 28   | Vadim Skorovarov     | UZB Uzbequistão     | 102.9 | 102.6 | 105.3 | 102.4 | 104.5 | 103.2 | 620.9 |           |       |
| 29   | Michael Janker       | GER Alemanha        | 101.0 | 103.7 | 104.5 | 104.4 | 104.0 | 103.2 | 620.8 |           |       |
| 30   | Marco De Nicolo      | ITA Itália          | 105.0 | 103.0 | 102.9 | 102.9 | 102.1 | 104.6 | 620.5 |           |       |
| 31   | Yang Haoran          | CHN China           | 101.6 | 103.3 | 103.9 | 104.0 | 103.9 | 103.8 | 620.5 |           |       |
| 32   | Gernot Rumpler       | AUT Áustria         | 103.7 | 102.6 | 101.2 | 104.6 | 103.8 | 104.5 | 620.4 |           |       |
| 33   | Milenko Sebić        | SRB Sérvia          | 102.7 | 104.3 | 104.6 | 103.3 | 101.5 | 103.6 | 620.0 |           |       |
| 34   | Daniel Lowe          | USA Estados Unidos  | 102.5 | 105.0 | 104.0 | 104.4 | 102.0 | 102.1 | 620.0 |           |       |
| 35   | Filip Nepejchal      | CZE República Checa | 104.0 | 104.9 | 104.3 | 103.1 | 101.4 | 102.2 | 619.9 |           |       |
| 36   | Toshikazu Yamashita  | JPN Japão           | 103.8 | 104.6 | 102.7 | 104.7 | 100.1 | 103.6 | 619.5 |           |       |
| 37   | Dane Sampson         | AUS Austrália       | 101.2 | 103.9 | 103.4 | 103.1 | 104.2 | 103.5 | 619.3 |           |       |
| 38   | Jérémy Monnier       | FRA França          | 103.5 | 103.5 | 102.7 | 102.0 | 103.3 | 103.5 | 618.5 |           |       |
| 39   | Hamada Talat         | EGY Egito           | 102.4 | 103.7 | 102.7 | 103.4 | 103.0 | 103.0 | 618.2 |           |       |
| 40   | Ole Kristian Bryhn   | NOR Noruega         | 103.1 | 103.3 | 103.4 | 102.9 | 103.0 | 102.2 | 617.9 |           |       |
| 41   | Napis Tortungpanich  | THA Tailândia       | 103.7 | 102.0 | 102.0 | 103.3 | 104.4 | 102.0 | 617.4 |           |       |
| 42   | Anton Rizov          | BUL Bulgária        | 103.0 | 102.0 | 103.9 | 102.2 | 101.3 | 104.9 | 617.3 |           |       |
| 43   | Jung Ji-geun         | KOR Coreia do Sul   | 104.3 | 104.2 | 102.8 | 97.2  | 104.4 | 103.8 | 616.7 |           |       |
| 44   | Yuriy Yurkov         | KAZ Cazaquistão     | 101.3 | 102.4 | 104.1 | 101.6 | 102.9 | 103.0 | 615.3 |           |       |
| 45   | Julio Iemma          | VEN Venezuela       | 101.7 | 102.5 | 101.3 | 99.9  | 104.2 | 103.1 | 612.7 |           |       |
| 46   | Jack Rossiter        | AUS Austrália       | 100.2 | 99.9  | 103.1 | 102.4 | 103.8 | 103.0 | 612.4 |           |       |
| 47   | Chafik Bouaoud       | ALG Argélia         | 100.4 | 101.2 | 103.0 | 101.6 | 104.2 | 101.7 | 612.1 |           |       |
| 48   | Reinier Estpinan     | CUB Cuba            | 101.9 | 101.2 | 100.6 | 102.4 | 101.2 | 102.7 | 610.0 |           |       |
| 49   | Alexander Molerio    | CUB Cuba            | 99.2  | 101.3 | 102.6 | 99.2  | 101.8 | 103.1 | 607.2 |           |       |
| 50   | Mangala Samarakoon   | SRI Sri Lanka       | 97.1  | 100.9 | 97.7  | 99.1  | 98.1  | 96.7  | 589.6 |           |       |

### Final
Estes foram os resultados da fase final:
| Pos.              | Atirador                 | 1    | 2    | 3    | 4    | 5    | 6    | 7    | 8    | 9    | Final | Notas            |
| ----------------- | ------------------------ | ---- | ---- | ---- | ---- | ---- | ---- | ---- | ---- | ---- | ----- | ---------------- |
| Medalha de ouro   | ITA Niccolò Campriani    | 30.3 | 31.0 | 20.7 | 20.7 | 20.0 | 20.8 | 21.0 | 20.3 | 21.3 | 206.1 | Recorde olímpico |
| Medalha de prata  | UKR Serhiy Kulish        | 30.8 | 30.0 | 21.3 | 21.0 | 21.2 | 19.6 | 19.9 | 20.6 | 20.2 | 204.6 |                  |
| Medalha de bronze | RUS Vladimir Maslennikov | 29.9 | 31.7 | 20.4 | 20.9 | 20.7 | 20.5 | 20.0 | 20.1 | —    | 184.2 |                  |
| 4                 | IND Abhinav Bindra       | 29.9 | 30.2 | 21.1 | 21.5 | 20.8 | 20.2 | 20.1 | —    | —    | 163.8 |                  |
| 5                 | HUN Péter Sidi           | 30.8 | 30.9 | 18.8 | 20.9 | 20.7 | 20.6 | —    | —    | —    | 142.7 |                  |
| 6                 | BLR Illia Charheika      | 29.6 | 30.8 | 20.2 | 20.5 | 20.5 | —    | —    | —    | —    | 121.6 |                  |
| 7                 | CRO Petar Gorša          | 30.3 | 30.7 | 19.7 | 20.3 | —    | —    | —    | —    | —    | 101.0 |                  |
| 8                 | UKR Oleh Tsarkov         | 27.5 | 32.0 | 20.2 | —    | —    | —    | —    | —    | —    | 79.7  |                  |

Legenda
| Recorde mundial      | Recorde mundial (World record)               |                       | Recorde africano                      | Recorde africano (African) |                                           | Q | Classificado por posição (Qualified) |
| Recorde olímpico     | Recorde olímpico (Olympic record)            | Recorde da América    | Recorde da América (Americas)         | q                          | Classificado por melhor tempo (Qualified) |   |                                      |
| Melhor marca do ano  | Melhor marca do ano (World leading)          | Recorde asiático      | Recorde asiático (Asian)              | DNS                        | Não largou (Did not start)                |   |                                      |
| Recorde nacional     | Recorde nacional (National record)           | Recorde europeu       | Recorde europeu (European)            | DNF                        | Não terminou (Did not finish)             |   |                                      |
| Recorde pessoal      | Recorde pessoal do atleta (Personal best)    | Recorde da Oceania    | Recorde da Oceania (Oceania)          | DSQ / DQ                   | Desclassificado (Disqualified)            |   |                                      |
| Recorde da temporada | Recorde da temporada do atleta (Season best) | Recorde sul-americano | Recorde sul-americano (South America) | NM                         | Sem marca (No mark)                       |   |                                      |